# Risiocnemis appendiculata
Risiocnemis appendiculata – gatunek ważki z rodziny pióronogowatych (Platycnemididae). Endemit Filipin; szeroko rozprzestrzeniony.